# Пригон (Бежаницкий район)
Пригон — деревня в Бежаницком районе Псковской области. Входит в состав сельского поселения муниципальное образование «Чихачёвская волость».
Расположена в 40 км (или в 48 км по дорогам) к северу от райцентра, посёлка Бежаницы, и в 5 км к северо-западу от волостного центра, села Чихачёво.

## Население
Численность населения по оценке на 2000 год составляла 14 жителей.